# Тищенко, Андрей Несторович
Андре́й Не́сторович Ти́щенко (3 апреля 1960, Киев, Украинская ССР, СССР) — советский гребец, бронзовый призёр Олимпийских игр. Мастер спорта СССР международного класса.

## Карьера
На Олимпиаде в Москве Андрей в составе восьмёрки выиграл бронзовую медаль.